# St. Peter und Paul (Cappeln)

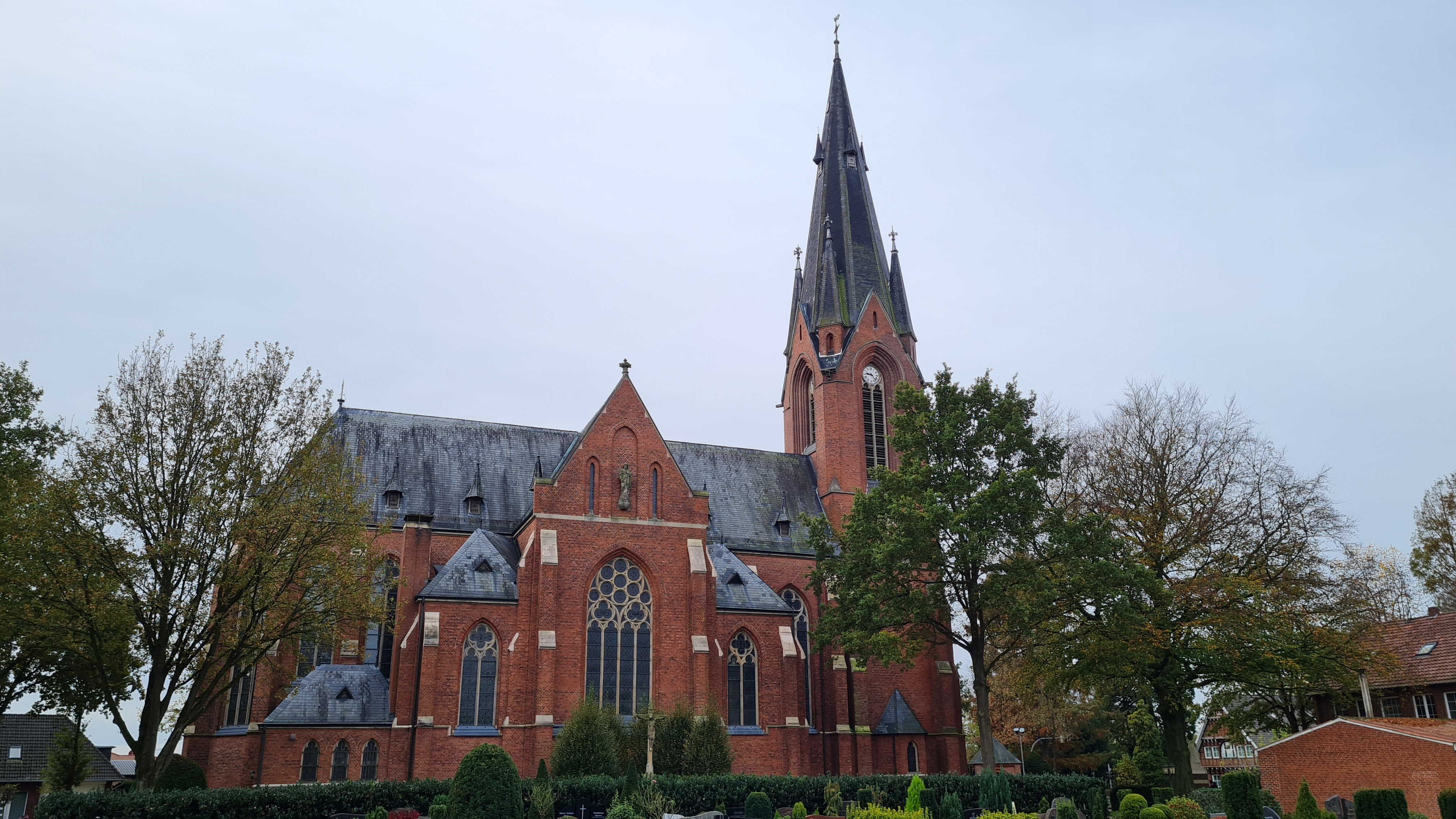
St. Peter und Paul

St. Peter und Paul in Cappeln (Oldenburg) ist die Pfarrkirche der katholischen Kirchengemeinde St. Peter und Paul Cappeln, die dem Dekanat Cloppenburg des Bistums Münster angehört.

## Geschichte
In Cappeln bestand im 12. Jahrhundert eine Kapelle, die zum Kirchspiel Emstek gehörte. 1159 wurde Cappeln ausgepfarrt. Die vormalige Kapelle wurde zur Pfarrkirche erhoben und in den folgenden Jahrhunderten mehrmals vergrößert. Von 1900 bis 1902 wurde sie durch einen Neubau von Hilger Hertel dem Jüngeren ersetzt.

## Baubeschreibung
Die neugotische Hallenkirche aus rotem Backstein mit Werksteingliederung hat ein Querhaus, einen eingezogenen polygonalen Chor und einen vorgestellten Westturm.

## Ausstattung

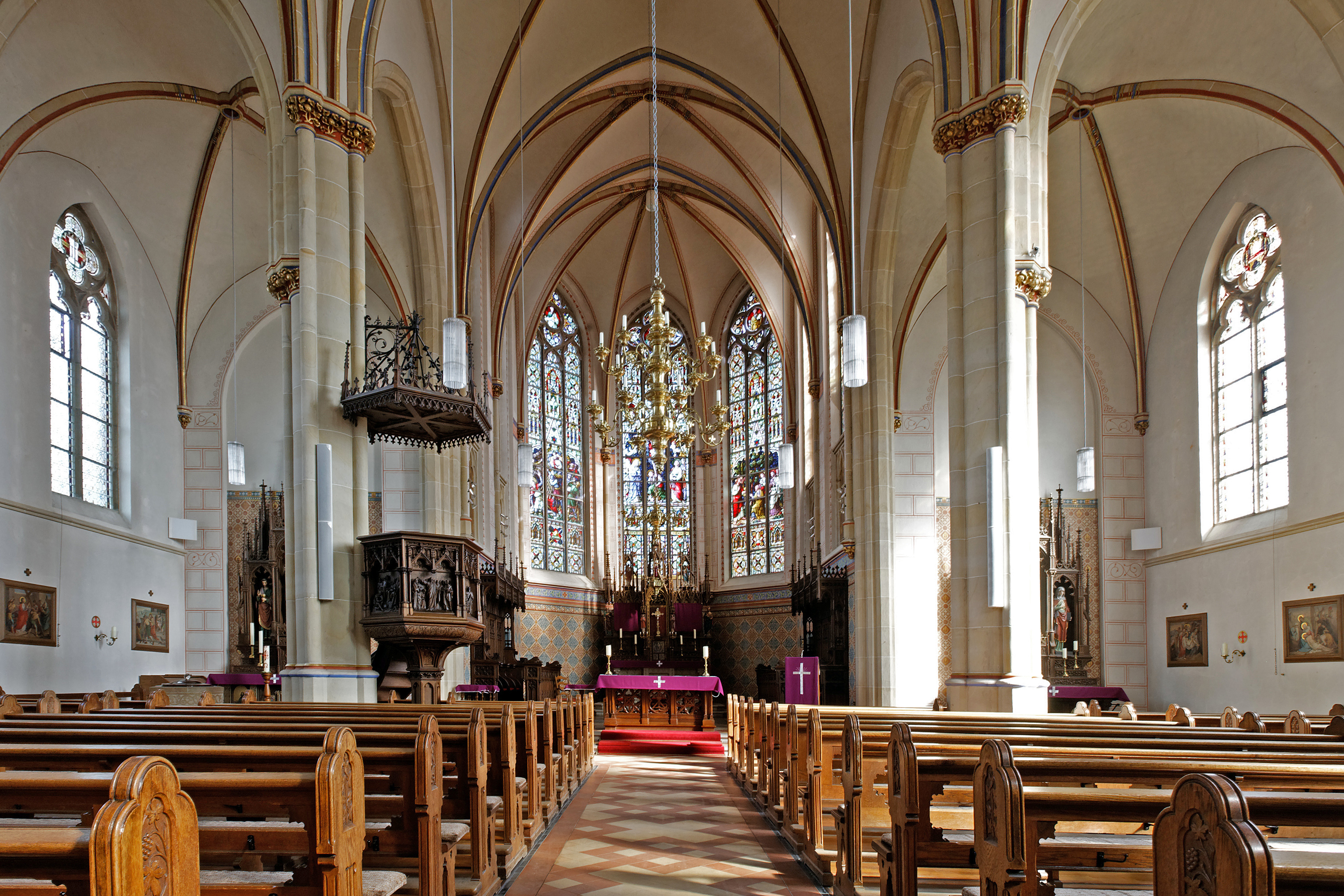
Innenansicht, Blick zum Altar

Der überwiegende Teil der Ausstattung stammt aus der Bauzeit der neuen Kirche. Dazu gehören die 1902 von Wilhelm Derix gestalteten Bleiglasfenster, der  Kreuzweg von Johann Bartscher sowie Altar, Kanzel, Chorgestühl und Wandmalerei.
Vom Vorgängerbau übernommen wurden der romanische Taufstein aus Bentheimer Sandstein (Bentheimer Typ), der um 1200 gefertigt wurde, barocke Figuren aus der Werkstatt des Thomas Simon Jöllemann, ein  Vortragekreuz aus dem späten 18. Jahrhundert sowie eine Glocke von Hermann Klinghe aus dem Jahr 1494.
Zwei Altäre aus der alten Kirche befinden sich in St. Marien im benachbarten Sevelten.